# Can Volta
Can Volta és una casa a l'extrem nord-est del petit nucli urbà de Calabuig, nucli del terme municipal de Bàscara, delimitada pels carrers Major i de la Mosca. L'edifici és dins l'antiga cellera o burg d'origen medieval, el qual apareix a la documentació des de finals del segle xiii i principis del XIV. Aquest nucli estava situat a la banda de llevant del castell, delimitat per muralles als costats nord, est i sud, i adossat al mur de llevant de la fortificació. En un capbreu datat l'any 1598 sabem que dins del petit recinte hi havia vuit cases habitades, quatre patis aïllats de les cases principals i cinc pallers, i que les fortificacions del sistema defensiu del castell estaven en desús.
La construcció és bastida amb pedra desbastada i fragments de maons, lligat amb abundant morter de calç. Edifici rehabilitat de planta més o menys rectangular, format per tres cossos adossats, amb dues zones de jardí integrades als costats nord i sud de l'habitatge. Presenta la coberta de dues vessants de teula i està distribuït en planta baixa i dos pisos. La façana principal presenta un gran portal d'arc de mig punt adovellat i, damunt seu, una finestra rectangular motllurada, amb els brancals bastits amb carreus, l'ampit motllurat i la llinda plana gravada amb una inscripció mig degradada, de la que només es pot distingir "SABASTIA CALABUX ME FESIT". De la façana posterior, orientada al Carrer de la Mosca, destaca el portal rectangular emmarcat en pedra i al pis, una finestra rectangular amb la llinda sostinguda amb permòdols. A la segona planta hi ha una altra finestra bastida amb carreus i amb l'ampit motllurat. L'interior de l'edifici ha estat reformat, però tot i així conserva una porta rectangular emmarcada amb carreus de pedra, amb la llinda gravada amb la següent inscripció: "AN 1627 IHS 21 DE MAIG".